# Rajen Sheth
Rajen Sheth es gerente de productos de la empresa Google.  La idea de una versión del servicio de correo de Google Gmail para empresas fue planteada por primera vez por Rajen en una reunión con el CEO Eric Schmidt en 2004. Schmidt inicialmente rechazó la propuesta, alegando que la división debería concentrarse en las búsquedas por la red, pero la sugerencia fue finalmente aceptada.
A Sheth se lo conoce como el "padre de Google Apps", y es responsable del desarrollo de Chrome y el SO de Chrome para Empresas.